# کزول
کزول (انگلیسی: Cazwell؛ زادهٔ ۲۷ ژوئن ۱۹۷۹) رپر و موسیقی‌دان اهل ایالات متحده آمریکا است. وی از سال ۲۰۰۰ میلادی تاکنون مشغول فعالیت بوده‌است.همچنین این کلمه در معنای لغوی به معنی مردم ساکن در نیکنامده میباشد